# Perineus nigrolimbatus
Perineus nigrolimbatus är en insektsart som först beskrevs av Christoph Gottfried Andreas Giebel 1874.  Perineus nigrolimbatus ingår i släktet Perineus och familjen fjäderlöss. Inga underarter finns listade i Catalogue of Life.